# Івано-Франківська обласна бібліотека для дітей
Івано-Франківська обласна бібліотека для дітей — спеціалізований інформаційний, культурний, просвітницький заклад для дітей та підлітків, методичний і консультативний центр спеціалізованих бібліотек для дітей Івано-Франківщини.

## З історії та сьогодення бібліотеки
Бібліотека заснована 29 серпня 1945 р. згідно з рішенням виконавчого комітету Станіславської обласної ради депутатів трудящих як Станіславська обласна бібліотека для дітей та юнацтва. 1962 р. на виконання наказу обласного управління культури реорганізована в Івано-Франківську обласну бібліотеку для дітей, цільовою категорією її користувачів стали учні 1–8-х класів. 
Ініціатором заснування бібліотеки і її першим директором була В. Еліан. Починалась бібліотека з трьох відділів і 7 працівників, у фонді налічувалось 3–3,5 тис. книжок, якими у перший рік роботи користувалися 855 читачів. Велику допомогу у наповненні фондів книгозбірні надавали книголюби, батьки учнів, що дарували видання із власних бібліотек, інші книгозбірні України.
У повоєнний період дитяча бібліотека була улюбленим місцем позашкільного життя школярів: тут вони готували домашні завдання, читали і обговорювали прочитані книжки, готувалися до літературних ранків, вечорів, читацьких конференцій, диспутів. Бібліотека розвивалася, водночас в області розширювалась мережа бібліотек для дітей, удосконалювалось обслуговування користувачів. Щороку штат бібліотеки поповнювався новими спеціалістами з вищою освітою (Т. Бєляєва, І. Богданова, О. Бородіна, І. Гричко, М. Дика, П. Міщенко та ін.).
У1953 р. директором бібліотеки була призначена А. Брезицька. За 20 років її керівництва ОБД заклад зміцнив свої чільні позиції культурного, науково-методичного центру Івано-Франківської області.
Вагомий внесок у розвиток бібліотеки зробили наступні її директори: І. Пушкарьова (1975–1980), Л. Богдашова (1980–1983), Г. Колотило (1983–1992), Г. Березовська (1992–2000), Н. Маринюк (2000–2003). За ці роки бібліотека урізноманітнила свою діяльність, набула статусу культурно-інформаційного, просвітницького центру, осередку змістовного дозвілля для юних читачів та керівників дитячого читання. Від 2003 р. ОБД очолює І. Тацакович. Під її керівництвом завершено реставрацію споруди бібліотеки як пам’ятки архітектури, здійснено комп’ютеризацію, запроваджено низку бібліотечних інновацій.
Нині Івано-Франківська обласна бібліотека для дітей підтримує тісні зв'язки з педагогічними колективами шкіл, гімназій, ліцеїв, інститутом післядипломної освіти педагогічних працівників, центром дитячої та юнацької творчості, дитячою художньою школою, обласним краєзнавчим музеєм, ляльковим театром ім. М. Підгірянки, еколого-натуралістичним центром учнівської молоді.